# Archipel Nanpō
L'archipel Nanpō (南方諸島, Nanpō Shotō, littéralement « en direction du sud ») est un archipel japonais de la mer des Philippines qui s'étend sur 1 200 km le long de la fosse océanique d'Izu-Ogasawara, de la péninsule d'Izu (à l'ouest de la baie de Tokyo) jusqu'à 500 km environ au nord des îles Mariannes.
L'archipel Nanpō est constitué de :
- l'archipel d'Izu (伊豆諸島, Izu shotō?) à 480 km au sud de Tokyo
- l'archipel Ogasawara (小笠原諸島, Ogasawara shotō?) à 800 km au sud de Tokyo.

Il fait partie de la préfecture de Tokyo.

## Autre définition

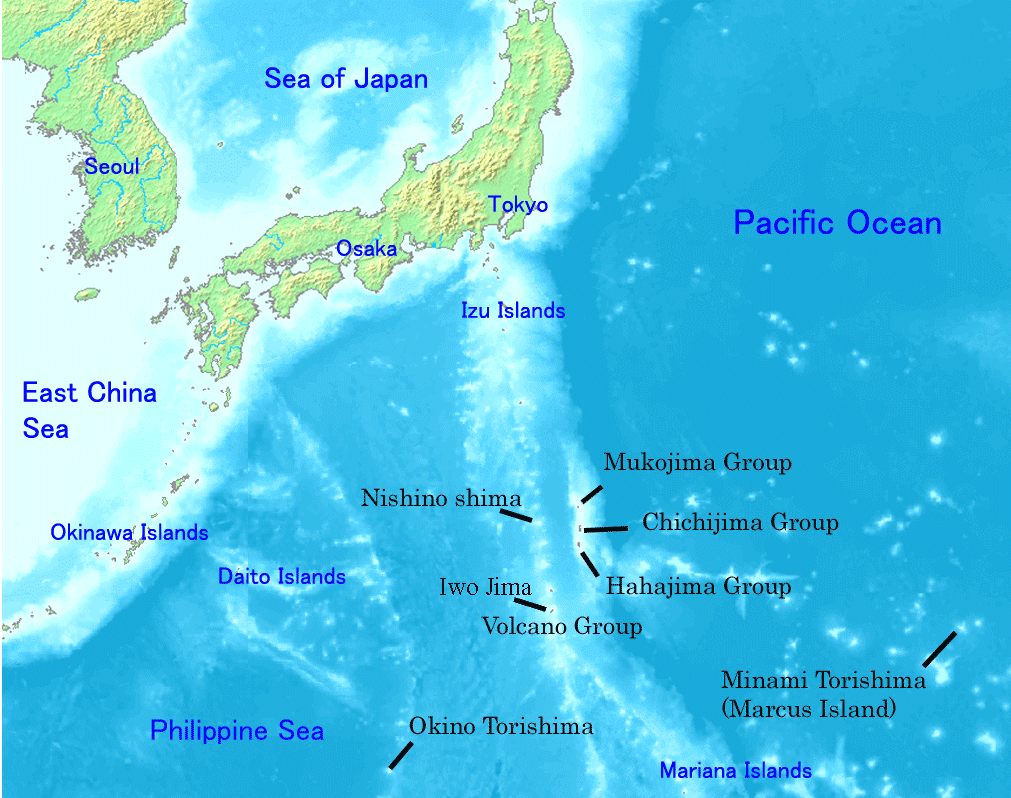
l'archipel Nanpō

Une autre définition de l'archipel Nanpō le considère comme faisant partie de l'archipel Ogasawara :
- les îles d'Ogasawara (小笠原群島, Ogasawara guntō?), dont font partie les îles Chichi-jima et Haha-jima,
- plus Nishino shima (西之島?, litt. « île de l'ouest »),
- et la chaine des îles volcaniques (火山列島, Kazan rettō?) autour d'Iwo Jima.

Dans ce cas, c'est en fait l'archipel d'Ogasawara qui est formé de l'archipel de Nanpō et des deux iles isolées Okinotori shima (沖ノ鳥島, litt. « île oiseau du large ») et Minamitori shima (南鳥島, litt. « île oiseau du sud »).